# Großbellhofen
Großbellhofen ist ein Gemeindeteil des Marktes Schnaittach im Landkreis Nürnberger Land (Mittelfranken, Bayern). Die Gemarkung Großbellhofen hat eine Fläche von 4,040 km². Sie ist in 620 Flurstücke aufgeteilt, die eine durchschnittliche Flurstücksfläche von 6515,65 m² haben. In ihr liegen neben dem namensgebenden Ort die Gemeindeteile Röhrischhof, Untersdorf und Weigensdorf.

## Lage
Das Dorf hat überwiegend ländlichen Charakter und liegt am Fuße des Alten Rothenberg, jetzt Reisberg genannt. Die Staatsstraße 2236 führt zur Anschlussstelle 40 der Bundesautobahn 9 (1,4 km östlich) bzw. nach Laipersdorf (2,6 km westlich). Gemeindeverbindungsstraßen führen nach Lochhof (1,3 km östlich) und nach Freiröttenbach (3 km nördlich).

## Geschichte
Der Ort war im 13. Jahrhundert Reichsministerialiensitz (Reichsbeamter) auf dem 507 m hohen Rotenberg. Der Name erinnert an die geologische Formation, den roten Doggersandstein. 1301 wurde die auf Steinfundamenten errichtete Holzburg Rotenberg bei einer Kriegshandlung zerstört. Zur Versorgung diente der Lochhof.
Um 1285 liest man erste Hinweise auf den Ortsnamen: Der Name Bellhofen (Pelhoven) ist wahrscheinlich so zu deuten: zu den Höfen eines gewissen Bello. In alter Zeit wird zwischen Ober-Pellhofen (Großbellhofen) und Unter-Pellhofen (Kleinbellhofen) unterschieden. Sie lagen beide in der Herrschaft Rothenberg sowie auch Weigensdorf und Röhrischhof. Im Dreißigjährigen Krieg, um das Jahr 1639, ist das Dorf von acht Gütern, sowie mit drei noch stehenden und bewohnten Gütern abgebrannt. Im Jahre 1641 lebt nur noch ein kaiserlicher Gefreiter mit sieben Musketieren in Großbellhofen.
Mit dem Gemeindeedikt wurde Großbellhofen im Jahr 1808 dem Steuerdistrikt Germersberg und der Ruralgemeinde Germersberg zugewiesen. Mit dem Zweiten Gemeindeedikt (1818) entstand die Ruralgemeinde Großbellhofen, zu der Kleinbellhofen, Röhrischhof, Untersdorf und Weigensdorf gehörten. Sie unterstand in Verwaltung und Gerichtsbarkeit dem Landgericht Lauf und in der Finanzverwaltung dem Rentamt Hersbruck. Spätestens 1837 wurde Kleinbellhofen an die Gemeinde Hedersdorf überwiesen. Im Zuge der Gebietsreform in Bayern wurde Großbellhofen am 1. Juli 1971 nach Schnaittach eingemeindet.
Schulisch gehörten die vier Orte zu Kirchröttenbach, bis am 1. Dezember 1901 in Großbellhofen eine eigene Schule errichtet wurde.

## Veranstaltungen
In Großbellhofen wird jährlich am letzten Juli-Wochenende eine Kirchweih abgehalten, die von der Dorfjugend geplant wird.